# Robert M. Cannon

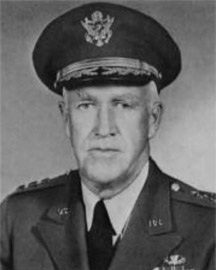
Robert M. Cannon

Robert Milchrist Cannon (* 16. August 1901 in Salt Lake City, Utah; † 3. September 1976 in Norwalk, Fairfield County, Connecticut) war ein Generalleutnant der United States Army. Er war unter anderem Kommandeur der 6. Armee.
Robert Cannon entstammte einer in Utah bekannten und einflussreichen Familie, deren bekanntestes Mitglied George Q. Cannon (1827–1901) war, der zwischen 1873 und 1881 das Utah-Territorium als Delegierter im US-Repräsentantenhaus vertrat.
Robert studierte zunächst zwei Jahre lang an der University of Utah. In den Jahren 1921 bis 1925 durchlief er die United States Military Academy in West Point. Nach seiner Graduation wurde er als Leutnant der Feldartillerie zugeteilt. In der Armee durchlief er anschließend alle Offiziersränge vom Leutnant bis zum Drei-Sterne-General.
Im Lauf seiner militärischen Karriere absolvierte Cannon verschiedene Kurse und Schulungen. Dazu gehörten unter anderem die Army Air Corps Primary Flying School, der Battery Officers Course, der Basic Airborne Course und das Command and General Staff College.
In seinen jüngeren Jahren absolvierte er den für Offiziere in den niederen Rangstufen üblichen Dienst in verschiedenen Einheiten und Standorten in den Vereinigten Staaten. Zwischen Oktober 1938 und Februar 1942 war er Dozent an der Field Artillery School in Fort Sill in Oklahoma. In diese Zeit fiel der amerikanische Eintritt in den Zweiten Weltkrieg.
Cannon war während dieses Krieges vor allem auf dem Kriegsschauplatz China-Burma-Indien eingesetzt. Zwischen Juli 1942 und Juni 1943 war er Stabsoffizier und Dozent für Artillerieangelegenheiten beim Ramgarh Training Center in Indien. Anschließend war er bis Juli 1944 Stabsoffizier beim ebenfalls in Indien ansässigen Kommando 5303 (Provisional) Combat Troops. Gleichzeitig gehörte er als Verbindungsoffizier dem Stab der in Indien stationierten chinesischen Armee (Assistant Chief of Staff, Chinese Army in India) an. Danach war er bis März 1945 Stabschef des in Indien und Burma eingesetzten Northern Combat Area Commands. Im weiteren Verlauf kommandierte Cannon bis August 1945 die Artillerie des XXII. Korps.
Nach der japanischen Kapitulation und dem Ende des Zweiten Weltkriegs wurde Cannon nach Japan versetzt, wo er der Stabsabteilung G5 der in Okinawa stationierten 10. Armee angehörte. Nach seiner Rückkehr in die Vereinigten Staaten übernahm Cannon im Dezember 1945 das Kommando über das Infantry Replacement Training Center in Camp Roberts in Kalifornien, das er aber nur für wenige Wochen bis Januar 1946 ausübte.
Nach einer kurzen Zeit als Stabsoffizier beim Official Integration Board wurde Cannon im Mai 1946 zum Stab der 6. Armee versetzt, wo er bis Februar 1948 die Stabsabteilung G4 (Logistik) leitete. Danach wurde er Kommandeur der Artillerie der 82. Luftlandedivision. In den Jahren 1951 und 1952 war er in der Türkei stationiert, wo er die U.S. Army Advisory Group kommandierte. Daran schlossen sich einige Generalstabsaufgaben an. Dazu gehörten auch Versetzungen auf die Philippinen und zum Joint Chiefs of Staff.
Von 1957 bis 1959 war Cannon stellvertretender Kommandeur der United States Army, Pacific, einer Vorläuferorganisation der späteren namensgleichen aber anders gegliederten United States Army Pacific. Im Jahr 1959 erhielt er als Nachfolger von Charles D. Palmer das Kommando über die 6. Armee, das er bis 1961 innehatte. Nachdem er sein Kommando an John L. Ryan übergeben hatte, ging er in den Ruhestand.
Robert Cannon verbrachte seinen Lebensabend in San Francisco. Er starb am 3. September 1976 während eines Besuchs bei seiner Tochter in Norwalk in Connecticut. Er fand seine letzte Ruhe auf dem San Francisco National Cemetery.

## Orden und Auszeichnungen
Robert Cannon erhielt im Lauf seiner militärischen Laufbahn unter anderem folgende Auszeichnungen:
- Army Distinguished Service Medal
- Legion of Merit
- Bronze Star Medal